# لبنى القرطبية
لبنى (المتفاة سنة 374 هـ الموافق 984 م،) يقال أن اسمها لبنى بنت عبد المولى، هي كاتبة (أي ناسخة) الخليفة الحكم المستنصر بالله، وكان يثق فيها كثيراً حتى أنه أسند لها التوقيع عنه. في الأصل كانت فتاة من العبيد من أصل إسباني، أصبحت فيما بعد سكرتيرة الخليفة في قرطبة. كانت خطاطة جيّدة ونحوية وشاعرة، ماهرة في الحساب مشاركة في العلم. وتوفيت سنة 374هـ.
عدّها السيوطي في طبقات اللغويين والنحاة. كما ذكرها المؤرخ الأندلسي أبو القاسم خلف بن عبد الملك المعروف باسم “ابن بشكوال”، في كتابه “الصلة في تاريخ أئمة الأندلس ومحدثيهم”، فقال عنها «لبنى كاتبة الخليفة الحكم بن عبد الرحمن.. كانت حاذقة بالكتابة، نحوية، شاعرة، بصيرة بالحساب وعلمها في الرياضيات واسع وعظيم، مشاركة في العلم، وكانت عروضية، رائعة الخط. لم يكن في قصورهم أنبل منها.»
كانت لبنى مسؤولة في مكتبة قرطبة عن المسرح والكتابة وترجمة العديد من المخطوطات. ولها الفضل مع حسداي بن شبروط في إنشاء المكتبة الشهيرة في مدينة الزهراء.
وفقاً للمراجع العربية، شهد عهد الخليفة الحكم المستنصر بالله مشاركة واسعة للمرأة في الإنتاج الثقافي لمدينة الزهراء، وكان يوجد في بعض ضواحي المدينة أكثر من 170 امرأة مثقفة مسؤولة عن نسخ المخطوطات القيمة. ما يعطينا فكرة عن حقيقة ثقافة ودور المرأة في عهد الخليفة.

## حياتها
أخذت سيرتها حيّزًا مختلفًا ولافتًا عن سواها؛ فقد خرجت عن حياة الجواري بعد معاناة، متّخذة من العلم والمعرفة والإلمام بالعديد من العلوم وسيلة للتّحرّر من حياتها السّابقة، حتّى أصبح اسمها مرتبطًا بمدينة قُرطبة أشهر مدن الأندلس.
سافرت عبر الشّرق الأوسط، وتنقّلت في رحلات إلى القاهرة، دمشق وبغداد مُلاحِقة الكتب من أجل إضافتها إلى مكتبتها؛ فقد كان لها  فضل كبير في إنشاء أوّل مكتبة مركزيّة في قرطبة.
انتقلت إلى قصر الخليفة، ألمّت بعلم العروض وكتبت بعض القصائد الشعريّة. وبعد ما استولى عليها حبّ العلوم الرّياضيّة والمعادلات الحسابيّة، قامت بترجمة العديد من الكتب الهامّة في الرّياضيّات والفيزياء، مثل أعمال إقليدس وأرخميدس، وقدّمت شروحًا وافية لهذه الكتب. وانتشر صيتها أيضا  كعالمة في النّجوم ونظم الشّعر والعروض، و كمترجمة للنّصوص اليونانيّة التّاريخيّة.  بالإضافة إلى أنّها قضت وقتًا في تعليم الأطفال العلوم الرّياضيّة معتمدة على طرح الأسئلة عليهم في مكان تواجدهم، وهذا ما يُسمّى في أيّامنا بالتّعليم المفتوح. 

## مكانتها
حظيَت لبنى القرطبيّة بمكانة عالية؛ فقد أثارت إعجاب أمراء الأندلس وعدد كبيرمن الكتّاب والشّعراء والمؤرّخين؛ فدوّنوا إبداعاتها الّتي كانت أشبه بالطّوق الذّهبيّ. وقد قال عنها المؤرّخ  الأندلسيّ ابن عبد الملك المراكش أنّ من خلالها نرى مدى  تنوّع مواهب المرأة وتفوّقها في شتّى المجالات.
عُيّنتْ كاتبة الخليفة المستنصر بالله الّذي وثق بها وسلّمها مهامّ ديوانه الخاصّ، وعيّنها كاتبته الخاصّة. كانت تدوّن وثائق الدّولة الرّسميّة ورسائلها، حتّى أعطاها صلاحيّة التّوقيع في حال غيابه. وكانت المشرفة على المكتبة المركزيّة الملكيّة.